# Ювенес
Футбольний клуб «Ювенес» (італ. Società Sportiva Juvenes) — колишній сан-маринський футбольний клуб із Серравалле.

## Історія
Спортивний клуб «Ювенес» був заснований у 1953 році в Серравалле. У сезоні 1985—1986 років клуб взяв участь у першому чемпіонаті Сан-Марино, проте зайняв останнє місце, та вибув до другого дивізіону. У 1991 році клуб повернувся до вищого дивізіону. У сезоні 1994—1995 років «Ювенес» зайняв останнє, 10-те місце, та знову вибув до другого дивізіону. Після року перебування в другому дивізіоні клуб повернувся до найвищої ліги в 1996 році. У сезоні 1999—2000 років «Ювенес» зайняв передостаннє, 7-ме місце, в чемпіонаті країни.
У 2000 році клуб об'єднався з клубом «Догана» із сусіднього села Догана, який був заснований у 1970 році, об'єднаний клуб отримав назву «Ювенес-Догана».
У складі клубу «Ювенес» кілька років грав колишній головний тренер збірної Сан-Марино Джорджо Леоні.

## Титули і досягнення
- Володар Кубка Сан-Марино (5): 1965, 1968, 1976, 1978, 1984